# Aghcze Hesar
Aghcze Hesar (perski: اغچه حصار) – miejscowość w północnym Iranie, w ostanie Alborz. W 2006 roku miejscowość liczyła 1049 mieszkańców w 267 rodzinach.